# Orphnodactylis wittrockii
Orphnodactylis wittrockii är en svampart som först beskrevs av Erikss., och fick sitt nu gällande namn av Malloch & Mallik 1998. Orphnodactylis wittrockii ingår i släktet Orphnodactylis och familjen Phyllachoraceae.  Arten är reproducerande i Sverige. Inga underarter finns listade i Catalogue of Life.